# Еуллер
Еуллер Еліас де Карвалью (порт. Euller Elias de Carvalho, нар. 15 березня 1971, Феліксляндія, Бразилія) — бразильський футболіст. Виступав, зокрема, за клуб «Америка Мінейру», а також національну збірну Бразилії. За свої швидкісні здібності отримав прізвисько «Син вітру» (порт. O Filho do Vento).
Переможець Ліги Пауліста, Рекопи Південної Америки, володар Кубка Лібертадорес. 

## Клубна кар'єра
У дорослому футболі дебютував 1988 року виступами за команду клубу «Америка Мінейру», в якій провів п'ять сезонів. 
Згодом з 1994 по 2007 рік грав у складі команд клубів «Сан-Паулу», «Атлетіко Мінейру», «Палмейрас», «Токіо Верді»,  «Васко да Гама», «Касіма Антлерс», «Сан-Каетану», «Америка Мінейру» та «Тупинамбас». Протягом цих років виборов титул володаря Кубка Лібертадорес.
Завершив кар'єру в клубі «Америка Мінейру», до складу якого приєднався 2008 року та де провів три роки.

## Виступи за збірну
2000 року дебютував в офіційних матчах у складі національної збірної Бразилії.

## Титули і досягнення
- Переможець Ліги Пауліста (1):

«Сан-Каетану»:  2004
- Переможець Рекопи Південної Америки (1):

«Сан-Паулу»:  1994
- Володар Кубка Лібертадорес (1):

«Палмейрас»: 1999
- Володар Кубка Джей-ліги (1):

«Касіма Антлерс»: 2002